# Odznaki zaszczytne Jana III Sobieskiego
Odznaki zaszczytne Jana III Sobieskiego – dary, które król Polski Jan III Sobieski otrzymał od króla Francji Ludwika XIV oraz papieża Innocentego XI w uznaniu zasług w obronie chrześcijaństwa, szczególnie za zwycięstwa w bitwie pod Chocimiem oraz bitwie pod Wiedniem. Odznaki zaszczytne odzwierciedlały autorytet króla polskiego na arenie międzynarodowej oraz jego pozycję na dworze francuskim oraz w relacjach ze Stolicą Apostolską.

## Kontekst historyczny
Po zakończeniu wojny polsko-tureckiej (1672–1676), po kluczowym zwycięstwie w bitwie pod Chocimiem w 1673 roku, Jan III Sobieski z powodu agresywnej polityki Turków na Podolu szukał nowych sojuszników. Gdy okazało się, że kolejna wojna z Imperium Osmańskim stała się nieunikniona, król Polski wysłał dyplomatów do władców państw europejskich oraz napisał list do papieża Innocentego XI z prośbą o zawiązanie ligi chrześcijańskiej przeciwko Turkom. Zarówno te starania, jak i wcześniejsze zwycięstwo w bitwie pod Chocimiem oraz późniejsze zwycięstwo w bitwie pod Wiedniem sprawiły, że Sobieski stał się ważnym graczem w europejskiej dyplomacji. Wkrótce po zwycięstwie pod Wiedniem, bo w 1684 roku papież powołał Świętą Ligę, w której skład oprócz Rzeczypospolitej wchodziły Państwo Kościelne, Wenecja i Austria.
Wyrazem uznania dla autorytetu Sobieskiego, jego sukcesów militarnych i dyplomatycznych były najwyższe odznaki zaszczytne, jakie przyznali mu monarcha francuski i papież. Odznaczenie francuskie i dary watykańskie różnią się motywacjami ofiarodawców. Uznanie króla Francji płynęło z ogólnego poparcia, które udzielał polskiemu monarsze. Wybór Sobieskiego na króla dokonał się również dzięki wsparciu króla Ludwika XIV, który dążył do uczynienia Polski sojusznikiem w koalicji przeciw Habsburgom. Natomiast tradycja obdarowywania wodzów za zasługi dla chrześcijaństwa wywodziła się ze średniowiecza. Po zwycięstwie w bitwie pod Chocimiem zdobyczną chorągiew sułtana wysłano właśnie do Rzymu, co zapewne miało wpływ na uznanie zasług podówczas jeszcze hetmana Sobieskiego.

## Dary Ludwika XIV

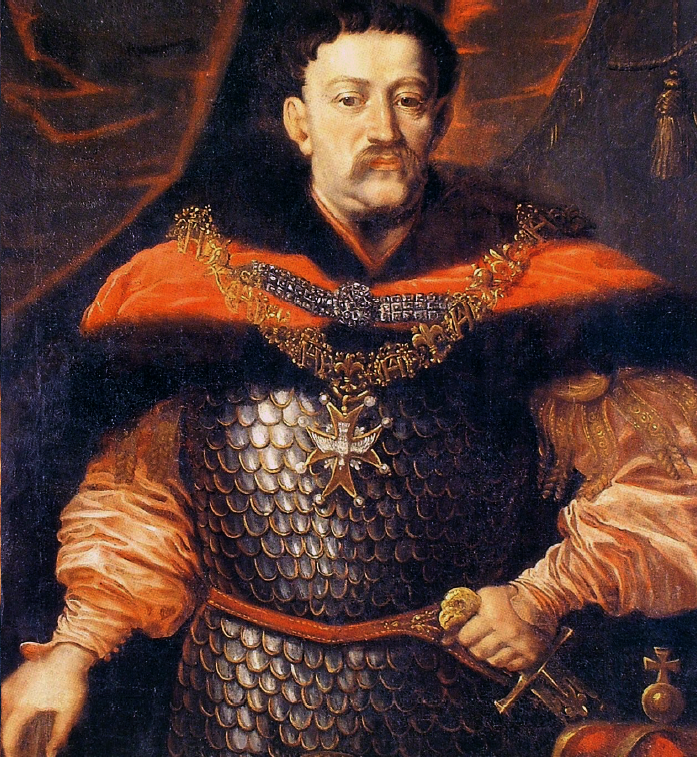
Portret Jana III Sobieskiego z Orderem Świętego Ducha

Nominacja Sobieskiego, związanego od dawna z dworem Ludwika XIV, miała kreować go na lidera profrancuskiego stronnictwa, hamującego wpływy habsburskie w polityce Rzeczypospolitej. Aby nagrodzić polskiego króla, jako sprzymierzeńca Francji, potrzebny był pokój Polski z Imperium Osmańskim – ówczesnym sojusznikiem monarchii francuskiej. Taka możliwość pojawiła się po zawarciu rozejmu w Żurawnie, 20 października 1676 roku, kończącego wojnę polsko-turecką (1672–1676). Na miejsce dekoracji wybrano Żółkiew, ulubioną rezydencję króla. W przeddzień uroczystości Sobieski otrzymał order św. Michała, a w dniu 30 listopada 1676 roku przekazano mu w kolegiacie odznaki orderowe. Wielkiego Mistrza zastępował wówczas poseł francuski markiz François Gaston de Béthune, a kanclerzem orderu był biskup Toussaint Forbin de Janson. Wraz ze Stanisławem Jabłonowskim, Hieronimem Lubomirskim i Marcinem Kątskim, włożyli oni na ramiona króla płaszcz.

### Order Świętego Ducha
Okres największej świetności Orderu Świętego Ducha przypadał na wiek XVII. Jego twórcą był Henryk Walezy. Order miał bardzo wysoką rangę i nawiązywał do wcześniejszego francuskiego Orderu Świętego Michała. Jednym z celów jego wprowadzenia było zjednoczenie stronników politycznych wokół tronu Francji, wspieranie jej interesów i promowanie wyznawców chrześcijaństwa. Funkcję Wielkiego Mistrza Orderu pełnił sam król. Odznaczony orderem składał przysięgę, aby otrzymać łańcuch z diamentowym krzyżem, okazały czarny płaszcz, modlitewnik oraz dziesiątek różańca. Odbierał także błękitną szarfę (cordon bleu) i replikę krzyża orderowego. Najkosztowniejszym atrybutem, droższym nawet od krzyża czy łańcucha był płaszcz. Przede wszystkim ze względu na ilość i jakość złotych i srebrnych haftów.

### Płaszcz kawalera Orderu Świętego Ducha

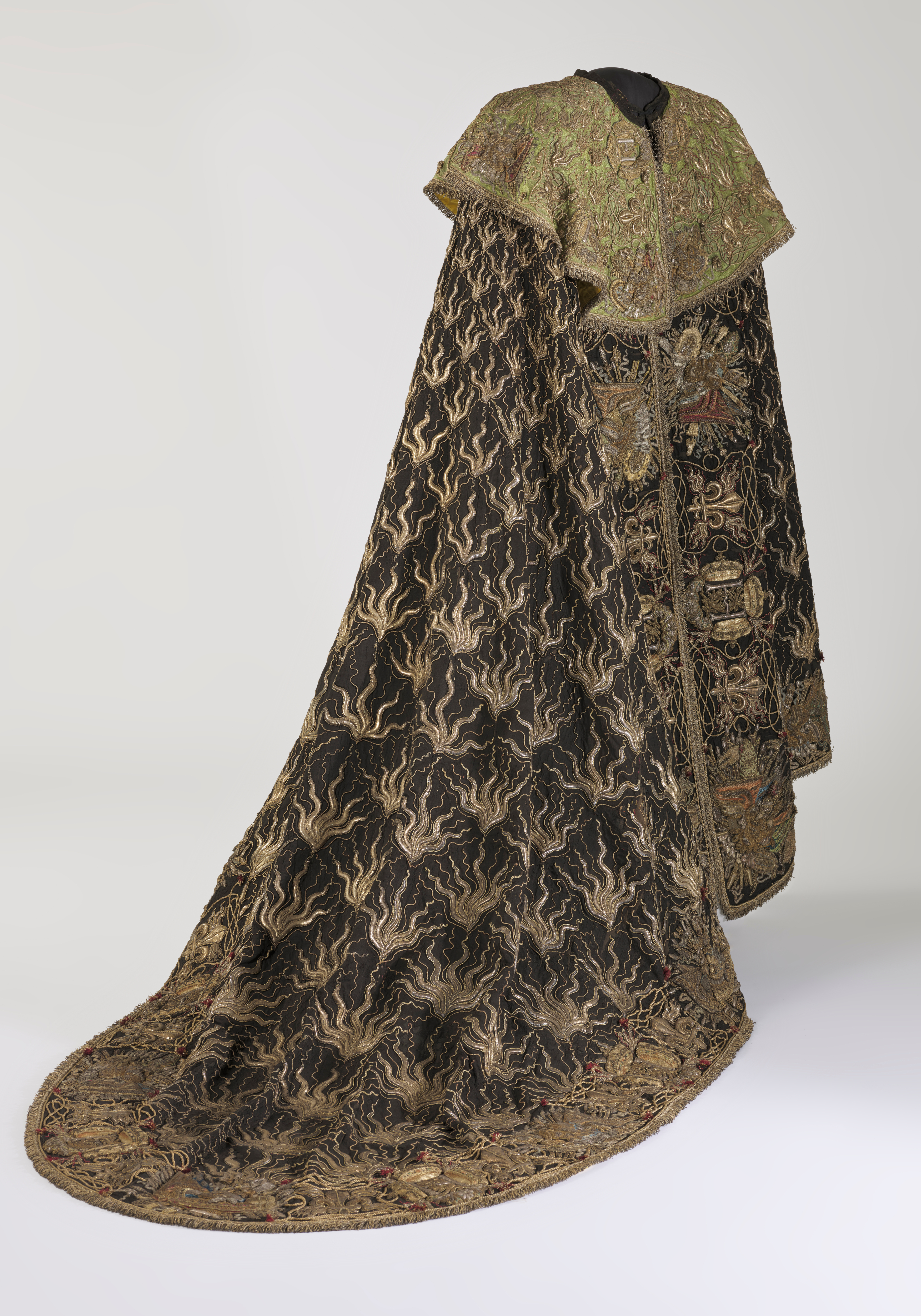
Płaszcz kawalera Orderu Świętego Ducha otrzymany przez Jana III Sobieskiego

Ze wszystkich odznak, jakimi uhonorowano polskiego monarchę, przetrwał tylko płaszcz. Ważący aż 17 kilogramów płaszcz jest dziś jedną z nielicznych zachowanych kreacji królewskich pochodzących z warsztatów hafciarskich w Luwrze z końca XVII wieku. Jego ogromna cena, 4695 liwrów, zapisana w rachunkach dworu francuskiego, dobrze odzwierciedla najwyższy poziom artystyczny dzieła. Czarny, aksamitny płaszcz ma wykrój nieregularnego owalu z mocno wydłużonym trenem. Pionowe rozcięcie, na wysokości prawego ramienia, umożliwia manewrowanie prawą ręką. Rozsiane koncentrycznie na całej powierzchni szaty wiązki złocistych płomieni symbolizują dary Ducha Świętego. Wzdłuż dolnej krawędzi i rozcięcia biegnie szerokie zdobienie, na które składają się emblematy Henryka III – trzy korony (polska, francuska i niebiańska) i litera H przepleciona gałązkami oliwnymi. Pomiędzy nimi rozmieszczono kompozycje z motywów symbolicznych i lilii Walezjuszy, wykonane barwnymi jedwabiami i metalowymi nićmi oraz cienką wstążką z litego srebra. Seledynowa pelerynka ozdobiona jest podobnymi motywami w mniejszej skali. Po lewej, na piersi, widnieje podobizna krzyża orderowego z Gołębicą Świętego Ducha, odtworzona srebrnymi nićmi i blaszką.

## Dary papieskie
Stolica apostolska od średniowiecza wyróżniała władców i osobistości zasłużone w obronie wiary drogocennymi przedmiotami, stanowiącymi rycerskie symbole ich waleczności i poświęcenia dla Kościoła – mieczem i kapeluszem. Równolegle istniał też zwyczaj ofiarowywania Złotej Róży, która początkowo trafiała do rąk wodzów i monarchów, a dopiero w okresie późno nowożytnym stała się darem przeznaczonym dla wybitnych kobiet. Złotą Różę otrzymał m.in. Aleksander Jagiellończyk, obdarowany przez papieża Juliusza II w 1505 roku. Dary, miecz i kapelusz, papież święcił co roku w wigilię Bożego Narodzenia, a Złotą Różę w czwartą niedzielę Wielkiego Postu. Początkowo Sobieskiego miał uhonorować papież Klemens X. Wręczenie miecza i kapelusza zaplanowano na 1674 rok. Jednakże do ceremonii nie doszło, gdyż król odmówił ich przyjęcia z powodu nieprzyznania Złotej Róży jego małżonce, Marii Kazimierze. Powrót do koncepcji uhonorowania polskiego króla nastąpił w roku 1676 za sprawą kolejnego papieża – Innocentego XI. W związku z narastającym zagrożeniem Europy ze strony Turków, papież postanowił zyskać w Sobieskim sojusznika w kampanii w obronie chrześcijaństwa.

### Miecz poświęcany

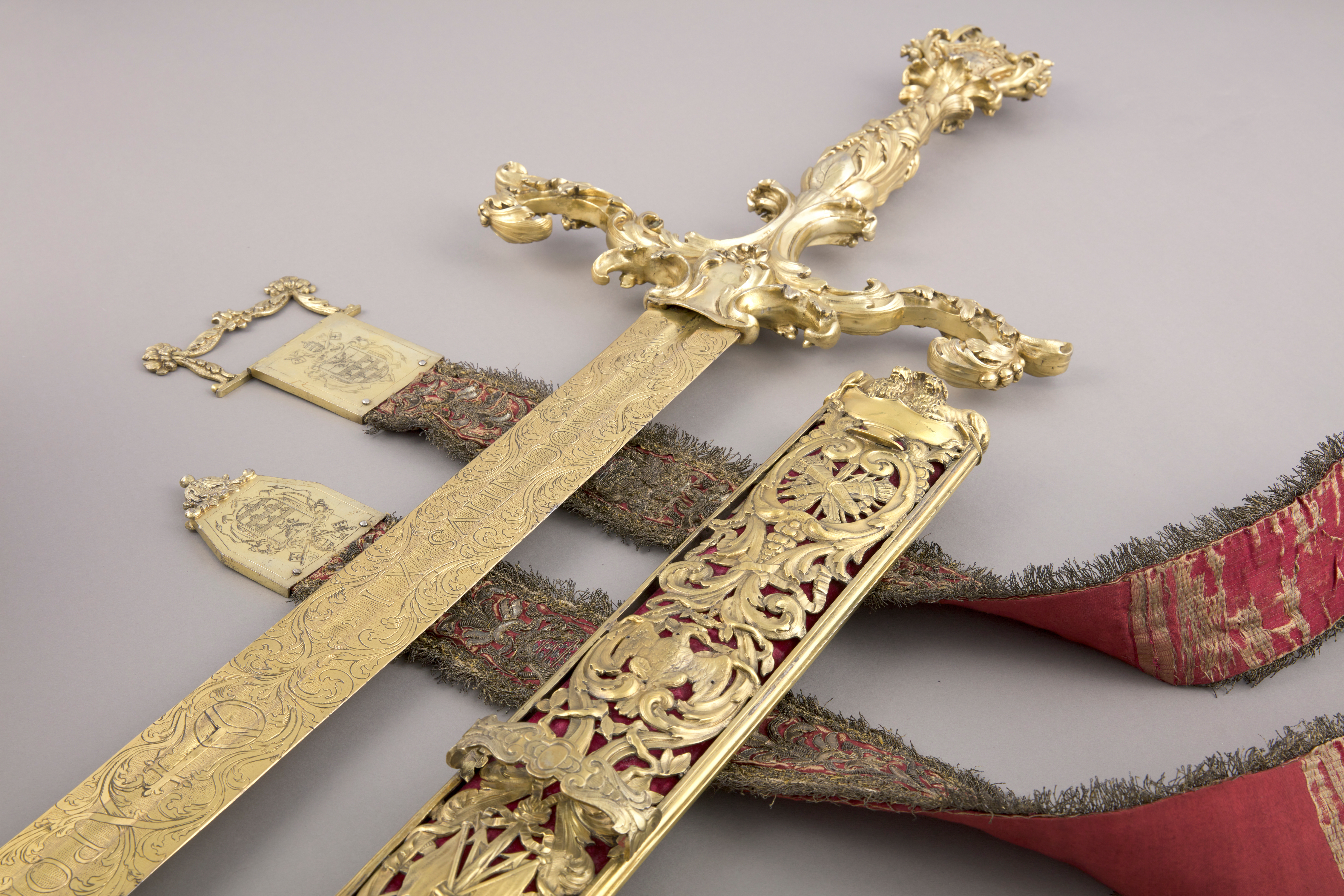
Miecz poświęcany Jana III Sobieskiego

Dwuręczny miecz jest dziełem tyleż płatnerskim, co złotniczym. Zdobiony został dekoracją, na której umieszczono inskrypcję ujętą liśćmi akantu. Rękojeść przybiera formę plastycznej akantowej gałązki, charakterystycznej dla końca XVII wieku. Napisy na głowni i klamrach pasa potwierdzają wykonanie odznaczenia w 1676 roku. Wcześniejsza od tej daty rękojeść, nosząca herb poprzedniego papieża, Klemensa X, została w XIX wieku nieznacznie przekształcona. Z okazji użycia miecza w Warszawie, podczas koronacji cara Mikołaja I w maju 1829 na króla Polski, z jej szczytu usunięto tiarę papieską z kluczami. Ornamentykę srebrnej, ażurowej pochwy tworzą motywy akantu, liście laurowe, panoplia, figurki lwów i rzymskich orłów, puchary (elementy papieskiego herbu), a także postać alegoryczna – personifikacja Wiary, z kielichem i krzyżem. Niezwykle ozdobny pas do miecza zdobi haft z akantowych wici i wstęg, aplikowany na bordowej barwy atlasie. W kompozycji pięciokrotnie powtarzają się tarcze herbowe papieża, a dokładniej jego rodu Odescalchi. Krawędzie pasa zamyka złota krajka z krótkimi strzępkami. Podobny kształt i projekt odznak zaszczytnych realizowano jeszcze co najmniej przez dwa dziesięciolecia, o czym świadczy rysunek miecza i kapelusza, darów sporządzonych dla księcia Eugeniusza Sabaudzkiego w 1690 roku.

### Kapelusz poświęcany

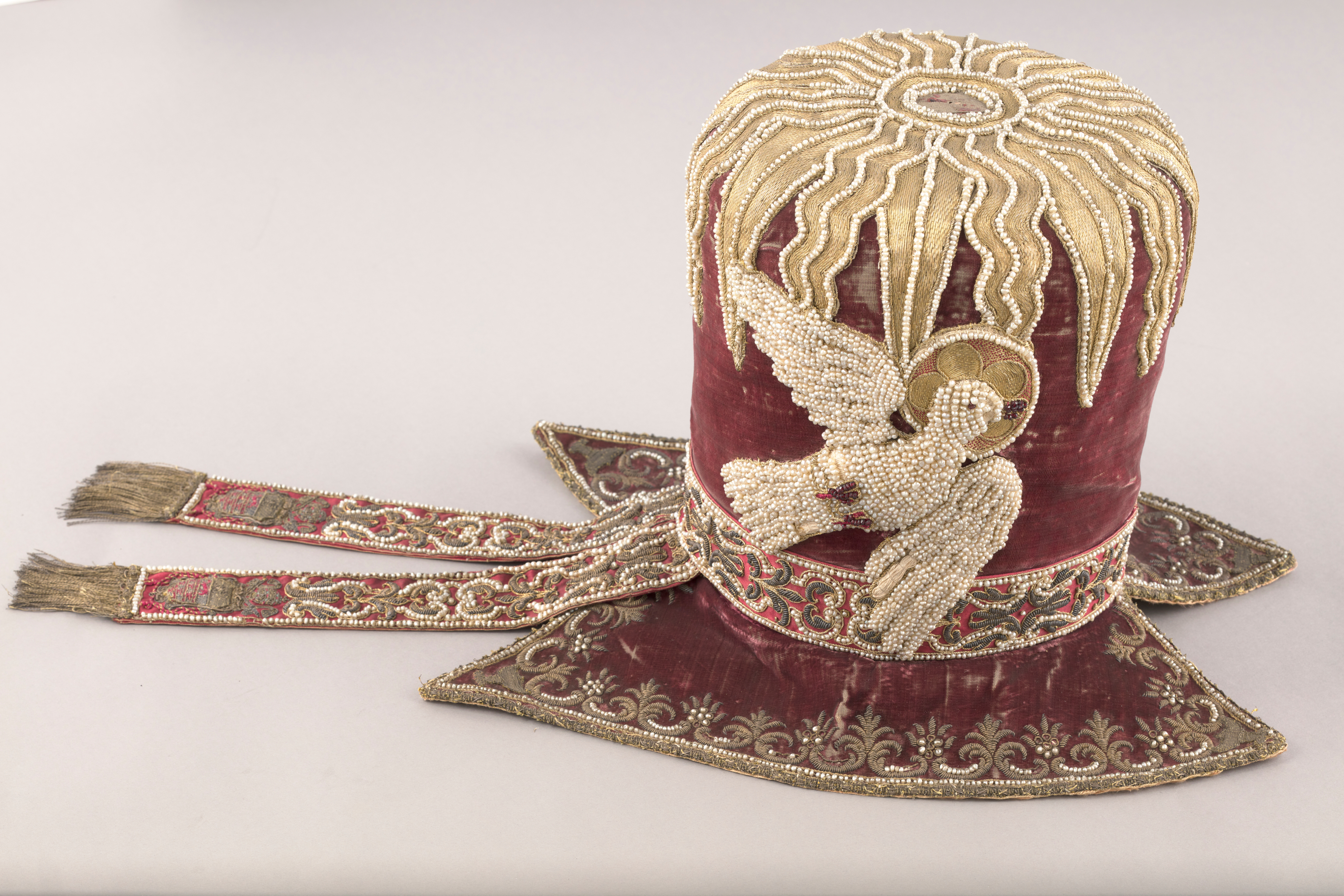
Kapelusz poświęcany Jana III Sobieskiego

Aksamitny kapelusz, o wysokiej główce w formie walca, lekko rozszerzającego się ku górze, ma formę zgodną z modą XVII wieku. Na jego szczycie znajdowało się kiedyś niewielkie zwieńczenie w kształcie „szyszki”. W miejscu jej osadzenia zachował się ślad lakowej pieczęci. Zarówno krawędzie ronda, jak i główkę kapelusza oraz atłasową wstęgę, która ją otacza, pokrywa haft wykonany perłami oraz srebrnymi i złoconymi nićmi. Do wykonania widocznej na kapeluszu figury gołębicy, symbolizującej Ducha Świętego, użyto pereł. Detale uzupełniono rubinami. Nimb Gołębicy i dekorację w formie „słońca” z promieni spływających ze szczytu główki, wykonano z obfitym użyciem złota. Na zakończeniach wstęgi zdobiącej kapelusz widnieją kartusze z herbami Odescalchi. Puchary, elementy herbu Innocentego XI, powtarzają się też przy rozcięciach ronda.

## Dalsza historia obiektów
Przedmioty, zarówno płaszcz kawalera Orderu Świętego Ducha jak i dary papieskie były przechowywane w skarbcu rodowym Sobieskich w Żółkwi do 1740 roku. Wówczas wnuczka króla, Maria Karolina de Bouillon, sprzedała dobra żółkiewskie i kosztowności Jana III swemu kuzynowi Michałowi Kazimierzowi Radziwiłłowi. Stały się wówczas częścią zbiorów Radziwiłłów w Nieświeżu. W setną rocznicę odsieczy wiedeńskiej zostały uroczyście wystawione w 1783 roku w kościele farnym. W 1813 roku zostały wywiezione przez wojska carskie w ramach represji za udział Dominika Radziwiłła w kampanii Napoleona przeciwko Rosji. W Imperium Rosyjskim trafiły początkowo do Carskiego Sioła, a po 1880 roku do zbiorów petersburskiego Ermitażu. Rewindykowano je w 1924 roku na mocy traktatu ryskiego. Jako regalia – decyzją władz państwowych – zostały przekazane w 1928 roku do nowo powstałego w tym roku muzeum na Wawelu. W 1939 roku zabytki zostały ewakuowane z Krakowa do Kanady, gdzie pozostawały przez dwadzieścia lat. Miecz poświęcany powrócił na Wawel z pierwszą partią najcenniejszych muzealiów w 1959 roku, natomiast kapelusz papieski i płaszcz orderowy w 1961 roku. Od 30 czerwca 2022 roku wszystkie te zabytki można obejrzeć na stałej wystawie „Nowy Skarbiec Koronny” w Zamku Królewskim na Wawelu.